# Lewis Urry
Frederick Lewis Urry, (29 de gener de 1927, Pontypool, Ontario, Canadà - 19 d'octubre de 2004, Cleveland, Ohio, Estats Units), fou un inventor i enginyer químic canadenc. Va inventar la pila alcalina i més tard la bateria de liti mentre treballava per a l'empresa Energizer (abans Eveready Battery Company), del grup Union Carbide.

## Dades biogràfiques
Es va graduar en enginyeria química per la Universitat de Toronto el 1950, després d'haver passat un temps servint en l'exèrcit canadenc. Va començar a treballar per Eveready uns mesos després de graduar-se.

## Vida professional
El 1955 Urry, va ser enviat al laboratori de la companyia a Parma, Ohio, per tal de descobrir una forma d'estendre la vida útil de les piles de zinc-carboni . La baixa durada d'aquestes piles havia afectat seriosament les vendes. Urry es va adonar que el desenvolupament d'una bateria nova tindria un cost menor que un desenvolupament addicional a partir dels anteriors models.
Al llarg de la dècada de 1950 molts enginyers havien experimentat amb piles alcalines, però ningú havia estat capaç de desenvolupar una bateria que justifiqués l'alt cost de producció. Urry, després de provar una sèrie de materials, va descobrir que el diòxid de manganès i el zinc sòlids funcionaven bé, juntament amb una substància alcalina, l'hidròxid de potassi, com electròlit . El seu principal problema era que la bateria no podia subministrar la suficient potència. Urry va aconseguir superar aquest problema mitjançant l'ús de zinc en pols.
Per tal de vendre la idea als seus gerents, Urry va posar la bateria en un cotxe de joguina i el va posar a competir contra un cotxe similar amb una bateria de més potència, una de mida D (vegeu Tipus de pila ). El seu nou invent tenia una duració moltes vegades més gran, de manera que Eveready va començar la producció del disseny d'en Lewis.
El 9 d'octubre de 1957, Lewis Urry, Karl Kordesch i P.A. Marsal van presentar la patent nord-americana (2.960.558) per a aquesta revolucionària pila seca alcalina amb un ànode de gel de zinc en pols, que fou concedida el 1960 i assignada a Union Carbide Corporation.
El 1959 va començar a vendre les piles al mercat, i uns anys després la pila va rebre el nom d'Energizer. El 1980 la mateixa empresa va adoptar com a nom comercial el nom d'aquesta pila. Les piles alcalines modernes, per raó de les millores tecnològiques, poden durar fins 40 vegades més que el prototip original.
El 1999 Urry va donar el seu primer prototip de pila alcalina, juntament amb la primera bateria cilíndrica de producció comercial, Ambdues piles es mostren ara a la Smithsonian Institution, a la mateixa habitació d'aquest museu on hi ha la bombeta d'Edison.
Urry va morir el 2004, i està enterrat al cementiri de Butternut Ridge, a North Olmsted, Ohio, mentre cada any es venen al món 10¹⁰ piles alcalines segons el disseny que un dia inventà.